# Lodewijk Prins

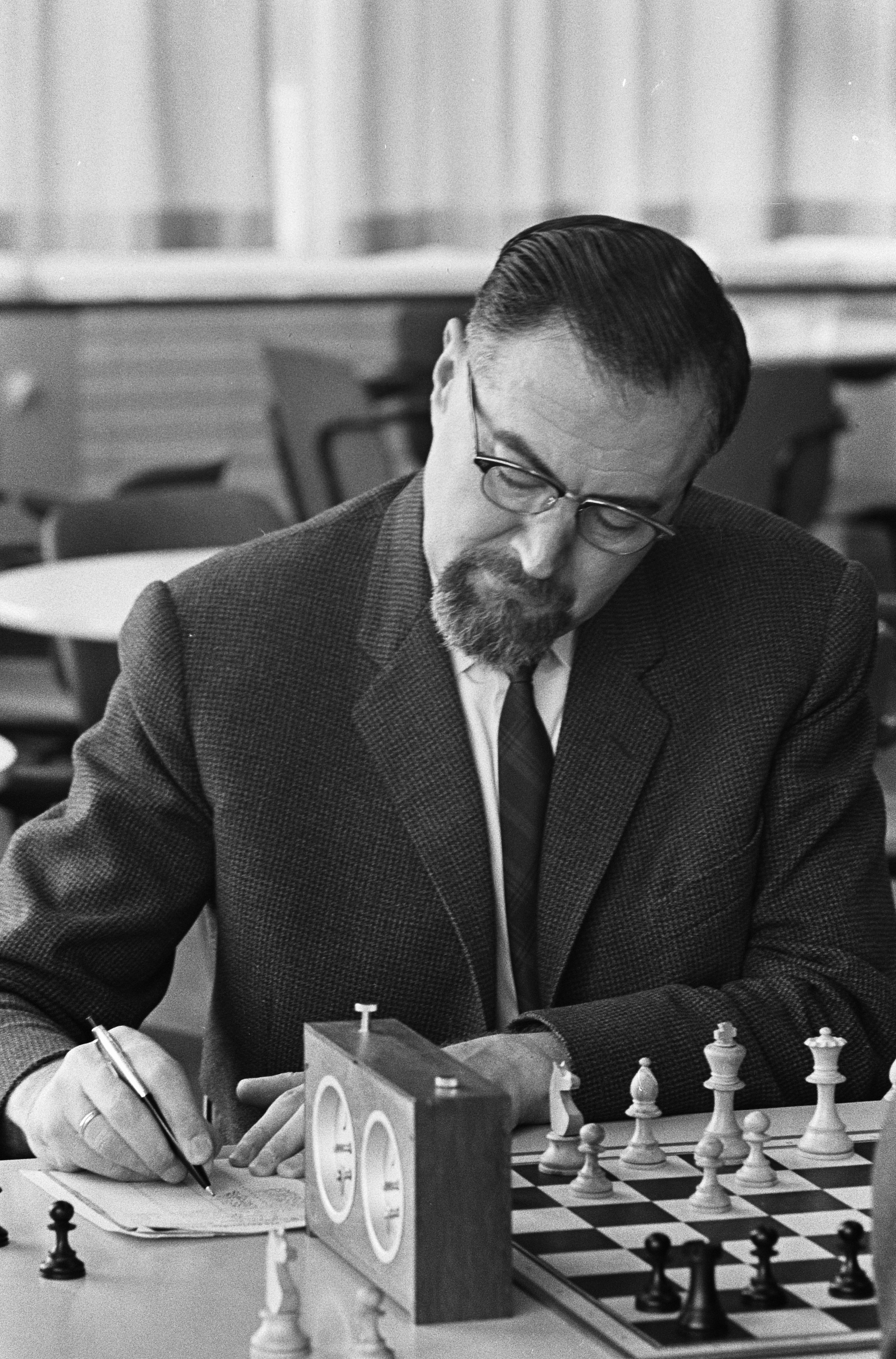
Lodewijk Prins, 1965

Lodewijk Prins (Amsterdam, 27 januari 1913 - aldaar, 11 november 1999) was een Nederlandse schaker.
Hij speelde soms een eigenaardige opening die alle schaaktheorie tartte. De openingszetten 1.e4 c5 2.Pf3 Da5 speelde hij zelfs op zware toernooien met wisselend succes. Hij was lange tijd een bekend figuur in de Nederlandse schaakwereld. Prins won in 1948 het Hoogovenstoernooi. Tijdens het Nederlands kampioenschap schaken 1965 werd hij op 52-jarige leeftijd schaakkampioen van Nederland. J.H. Donner reageerde hierop door te zeggen dat Prins geen paard van een loper kan onderscheiden, een verwijzing naar eerdere polemieken over het loperpaar.
Hij heeft gewonnen van Max Euwe, Sawielly Tartakower, Vasja Pirc en Nicolas Rossolimo. Hij werd in 1982 door het FIDE congres retroactief tot grootmeester uitgeroepen. Van 1939 tot 1970 speelde hij mee in de Schaakolympiade en in 1956 organiseerde hij een Kandidatentoernooi in Amsterdam.
Hij had een schaakcolumn in Het Parool en schreef een aantal schaakboeken. Hij hanteerde een zeer eigen stijl:
"Zijn rubriek in Het Parool, een van de weinige die gewetensvol wordt samengesteld en waarin niet maar wat wordt afgerommeld, is geschreven in een eigen stijl. Hij gebruikt met een zekere voorkeur archaïsche woorden; heeft het begrip peripatetische koning ingevoerd en oud-wereldkampioen Tigran Petrosjan omschreef hij eens trefzeker als 'een niet om te krijgen duikelaartje'."
In de openingstheorie hebben we een aantal varianten aan hem te danken. De bekendste Prinsvariant komt voor in de schaakopening Grünfeld-Indisch, in de Russische variant, met de zetten: 1.d4 Pf6 2.c4 g6 3.Pc3 d5 4.Pf3 Lg7 5.Db3 dxc4 6.Dxc4 0-0 7.e4 Pa6 Eco-code D 97.